# Cheiridopsis caroli-schmidtii
Cheiridopsis caroli-schmidtii är en isörtsväxtart som först beskrevs av Moritz Kurt Dinter och Berger, och fick sitt nu gällande namn av Nicholas Edward Brown. Cheiridopsis caroli-schmidtii ingår i släktet Cheiridopsis och familjen isörtsväxter. Inga underarter finns listade i Catalogue of Life.

## Bildgalleri

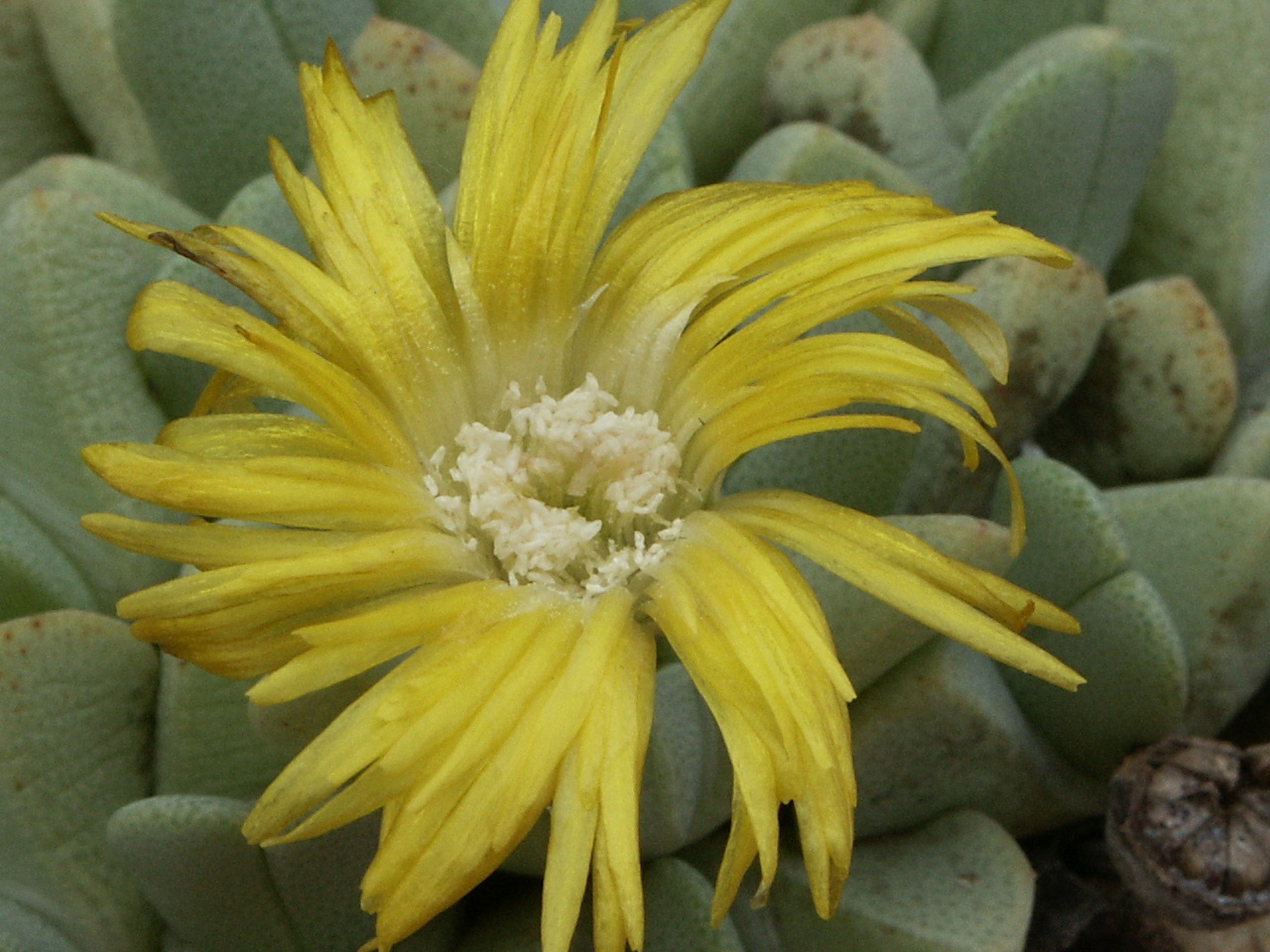
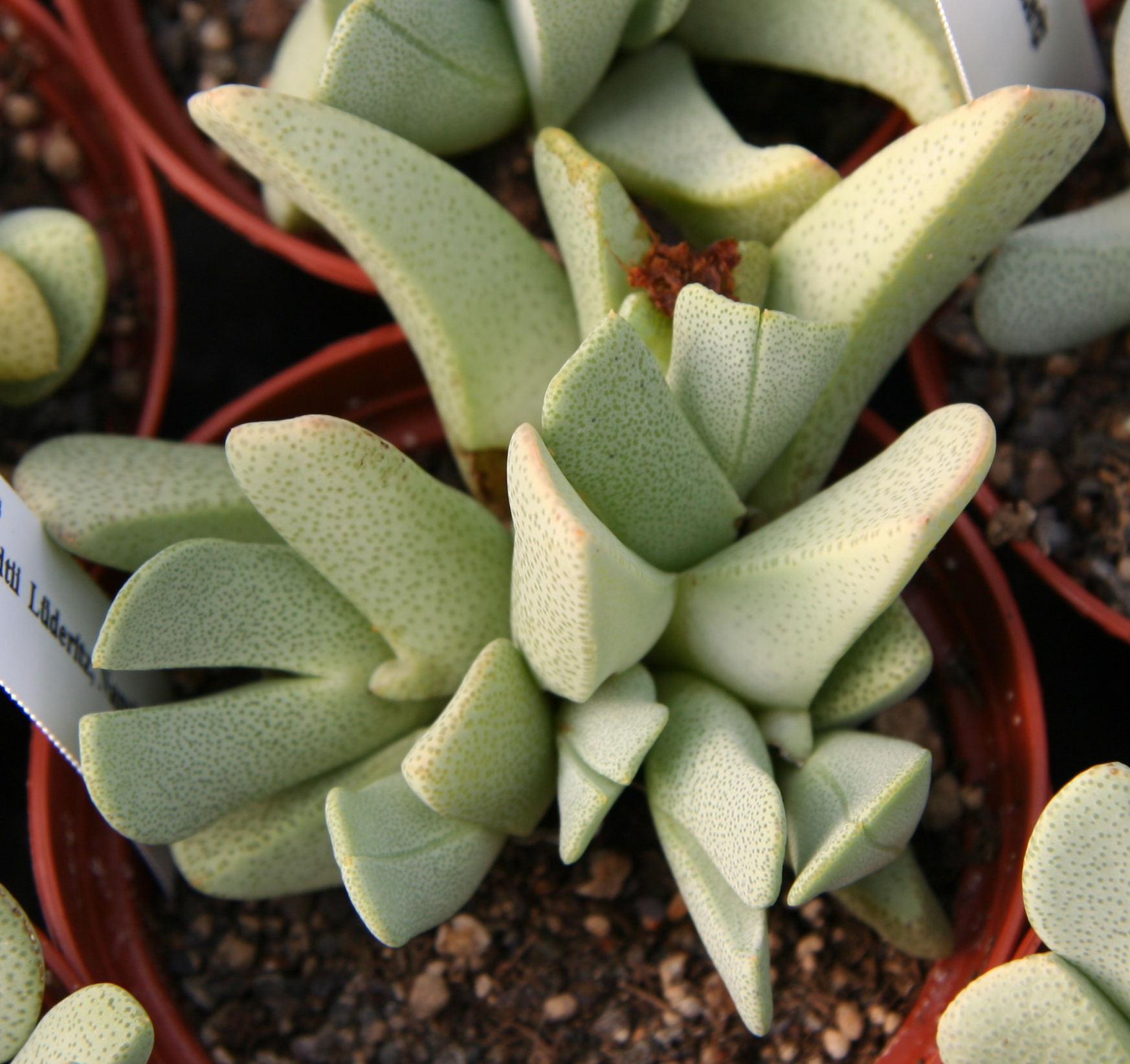
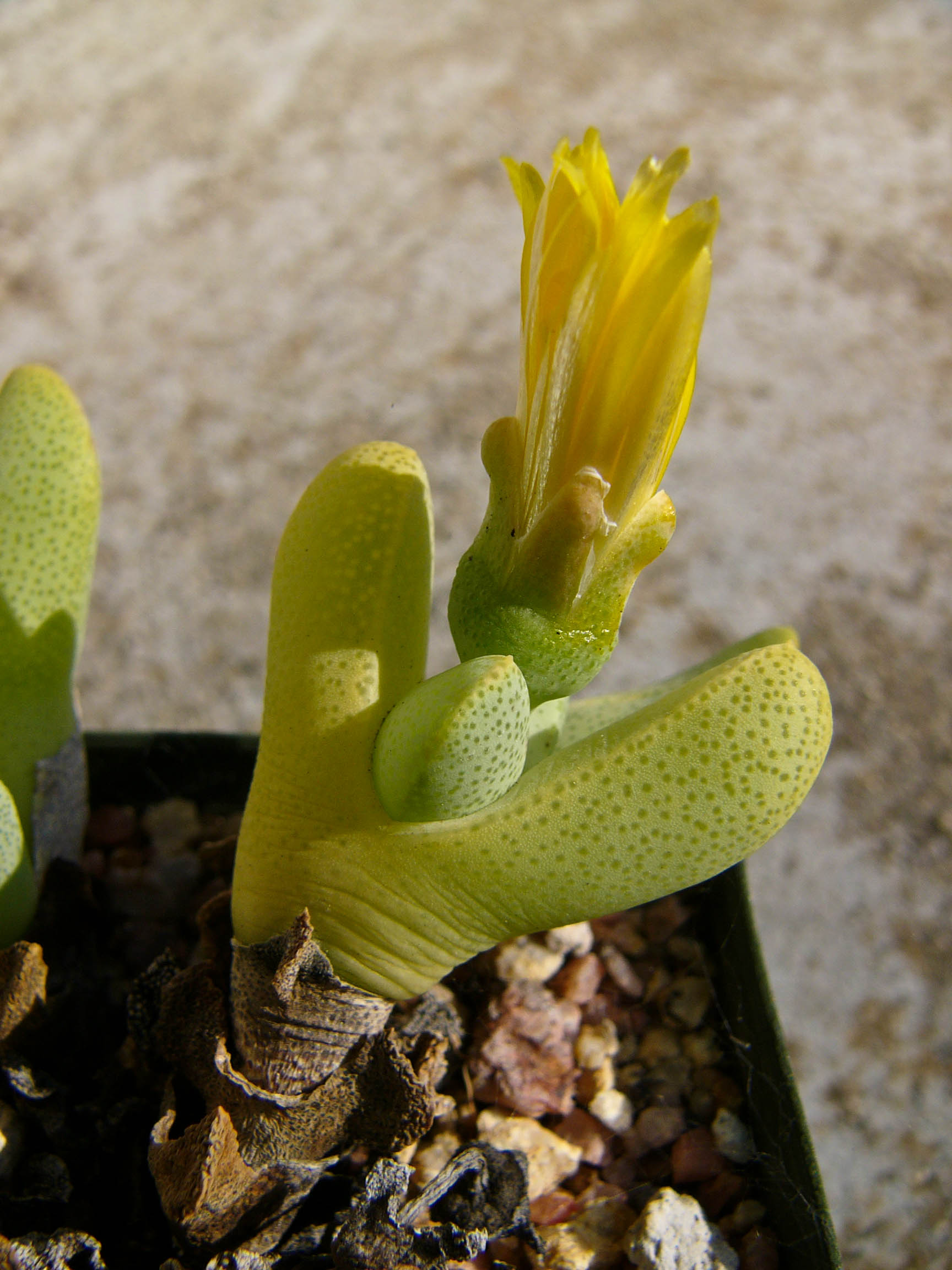